# Sjeverozapadno dorsko narječje
| Zapadna grupa: ██ dorsko ██ sjeverozapadno dorsko ██ ahejsko dorsko | Središnja grupa: ██ eolsko ██ arkadociparsko | Istočna grupa: ██ atičko ██ jonsko |
|                                                                     |                                              |                                    |

Sjeverozapadno dorsko narječje (također i sjeverozapadno grčko) jest grupa dijalekata bliska dorskom, a ponekad među njima uopće nema razlike. Neki ga smatraju dijelom južnog dorskog, a neki južni dorski drže dijelom sjeverozapadnoga dorskog, dok drugi oba smatraju podgrupama zapadnog grčkog. Zapadni solunski i boetski bili su pod jakim utjecajem ovoga narječja.
Iako se na njega gleda kao na skup dijalekata, postoje drukčija mišljenja onih koji smatraju da nije riječ o pravome skupu, nego o različitim dijalektima koji su utjecali jedni na druge. Razlike su ipak bile dovoljno male za razumijevanje iako je ponekad bila potrebna manja prilagodba.
Najraniji epigrafski tekstovi na ovome narječju potječu iz vremena od šestog do petog stoljeća prije Krista. Oni pokazuju fonološka i morfonološka obilježja narječja, ali većina ovih osobina nije specifična za ovo narječje, nego postoji i u drugim. Od glavne dorske grupe razlikuje se po:
- dativu množine treće deklinacije koji glasi -οις (-ois) umjesto -σι(ν) (-si(n)), primjerice μειόνοις meíonois — μείοσι meíosi
- dativu jednine o-deklinacije koji ima nastavak -οι (-oi) umjesto -ῳ (-ōi): Ἀσκλαπιοῖ Asklapioî — Ἀσκλαπιῷ Asklapiōî
- Upotrebi prijedloga ἐν (en) i akuzativa umjesto εἰς (eis) i akuzativa: ἐν οἶκον en oîkon — εἰς οἶκον eis oîkon
- skupu -στ (-st) umjesto -σθ (-sth), primjerice γενέσται genestai — γενέσθαι genesthai
- skupu -αρ- umjesto -ερ-: ἁμάρᾱ hamára umjesto ἁμέρᾱ haméra (dorski) i ἡμέρα hēméra (atički)
- mediopasivnom participu na -eimenos umjesto na -oumenos.

Razlikuje se od četiri do pet dijalekata: fokidski, lokrijski (ozolski i opuntski), elejski, epirski i makedonski.